# Nathalie Poza

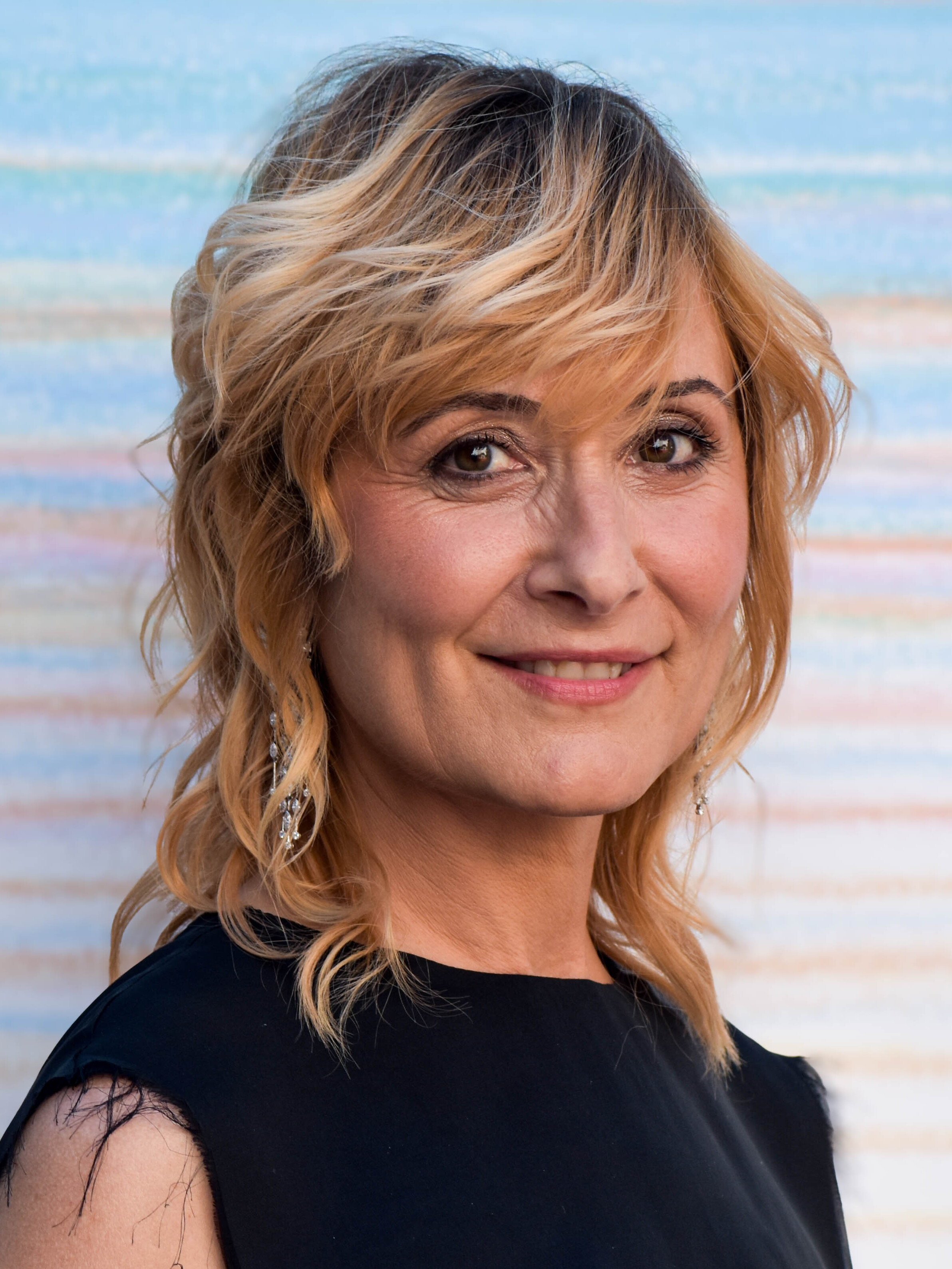
Nathalie Poza (2024)

Nathalie Poza (* 7. März 1972 in Madrid) ist eine spanische Schauspielerin und Goya-Preisträgerin.

## Leben
Nathalie Porza ist seit Mitte der 1990er Jahre als Fernseh- und Theater-Schauspielerin tätig. Sie gehört zu den Gründern der Theatergruppe Animalario und wurde im spanischen Fernsehprogramm mit einer Reihe dramatischer Nebenrollen bekannt.
Sie war bereits 2004, 2006 und 2014 für den Goya nominiert gewesen, für das Drama No sé decir adiós wurde sie 2018 mit dem Goya als Beste Hauptdarstellerin ausgezeichnet.

## Filmografie (Auswahl)
- 1999: El comisario (Fernsehserie, 6 Folgen)
- 2000: Policías, en el corazón de la calle (Fernsehserie, 15 Folgen)
- 2002: El otro lado de la cama
- 2003: Días de fútbol
- 2003: Der Fremde im Park
- 2003–2004: Un lugar en el mundo (Fernsehserie, 13 Folgen)
- 2005: Malas temporadas
- 2005: Maneras de sobrevivir (Fernsehserie, 13 Folgen)
- 2007: Salir pitando
- 2008: Lex (Fernsehserie, 16 Folgen)
- 2010–2012: Hispania, la leyenda (Fernsehserie, 20 Folgen)
- 2013: Todas Las Mujeres
- 2015: Carlos, Rey Emperador (Fernsehserie, 6 Folgen)
- 2016: Julieta
- 2017: No sé decir adiós
- 2017–2018: Traición (Fernsehserie, 9 Folgen)
- 2018: Titan – Evolve or Die (The Titan)
- 2018: Die Kathedrale des Meeres (La catedral del mar, Fernsehserie, 4 Folgen)
- 2018: Der Überfall – Es geht um mehr als Geld (70 Binladens)
- 2019: Mientras dure la guerra
- 2020: Rosas Hochzeit (La boda de Rosa)
- 2020: Rifkin’s Festival
- 2020–2023 La Unidad (Fernsehserie, 18 Folgen)
- 2023: Honeymoon
- 2024: Marco
- 2024: Daniela Forever